# AAR A形台車

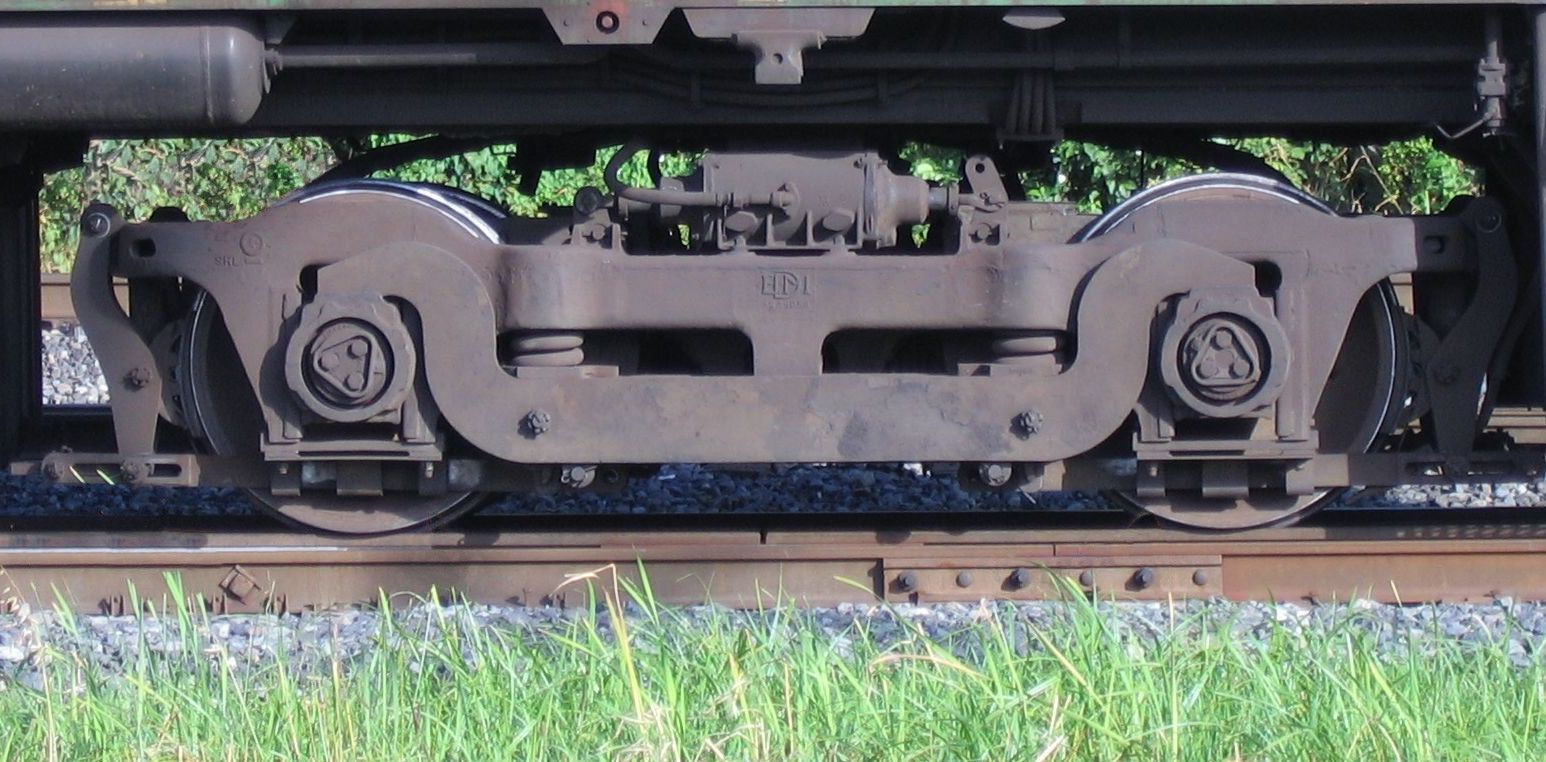
横から見たAAR A形台車

AAR A形台車（AAR Aがただいしゃ）は、ディーゼル機関車の台車のひとつである。

## 解説
この台車はGM-EMDによって開発された台車である。設計者はマーティン・ブロンバーグ(Martin Blomberg)。アメリカでの特許申請は1937年6月6日に行われ、1938年11月15日に認定された。GM-EMDはじめ、アメリカン・ロコモティブ（1950年から）、ボールドウィン（1940年から）、フェアバンクス・モース（1940年から）、ライマ・ロコモティブ・ワークス（1940年から）などが、スイッチャーの台車として採用した。
スイッチャーは高速での運転には使用されないため、旅客用機関車用台車のような複雑な構造は必要としない。そのため、釣合梁（ドロップ・イコライザー）を採用し、揺れ枕釣りはない。コイルばねと、ドロップ・イコライザーよりも内側にある板ばねの連動した作用により、縦揺れに対してのバランス調整に優れている。ホイールベースは8フィート（2,438.8mm）である。